# 아우스티스
아우스티스(Austis, 라틴어: Augustae, 사르데냐어: Aùstis)는 이탈리아 사르데냐주 누오로도에 있는 코무네(자치단체)로, 칼리아리에서 북쪽으로 약 90 킬로미터 (56 mi), 누오로에서 남서쪽으로 약 35 킬로미터 (22 mi) 떨어져 있다.
아우스티스는 다음 코무네와 접한다: 네오넬리, 누게두산타비토리아, 올차이, 오르투에리, 소르고노, 테티, 티아나.